# Xylotrechus apiceinnotatus
Xylotrechus apiceinnotatus là một loài bọ cánh cứng trong họ Cerambycidae.